# Fritz Redlich (Mediziner)
Frederick Carl „Fritz“ Redlich (* 2. Juni 1910 in Wien, Österreich-Ungarn; † 1. Januar 2004 in New Haven, Connecticut) war ein österreichisch-US-amerikanischer Mediziner.

## Leben
Redlich wurde als Sohn von Ludwig und Emma Redlich in Wien geboren. Dort studierte er nach seiner Matura an der Universität Wien Psychologie und Medizin und arbeitete danach in der internen Abteilung des allgemeinen Krankenhauses Wien. Obwohl er katholisch aufgezogen wurde, fand er mit 24 Jahren heraus, dass er ursprünglich jüdischer Abstammung war. Während seines Studiums verbrachte er ein Jahr am Wittenberg College (der heutigen Wittenberg University) in Springfield, Ohio. Nach Abschluss seiner Facharztausbildung zum Neurologen und Psychiater emigrierten er und seine Frau Elsa, ebenfalls eine Ärztin, 1938 in die Vereinigten Staaten. 1953 ließ sich das Paar scheiden. 1943 nahm er die US-amerikanische Staatsbürgerschaft an.
In den Vereinigten Staaten widmete Redlich sich vor allem der Psychiatrie und wurde zum Begründer der amerikanischen Sozialpsychiatrie. Außerdem war er Vorsitzender der Abteilung Psychiatrie und Dekan der Medizinischen Fakultät der Eliteuniversität Yale University. Im Jahr 1977 erhielt er eine Professur für Psychiatrie an der University of California, Los Angeles.
Redlich war Träger zahlreicher hoher Ehrungen und Auszeichnungen und Mitglied bzw. Vorsitzender nationaler und internationaler Fachgesellschaften, u. a. seit 1968 Mitglied der American Academy of Arts and Sciences. Er war Autor und Koautor international anerkannter Werke auf dem Gebiet der Psychiatrie und Psychotherapie, so des gemeinsam mit Daniel X. Freedman verfassten Bandes Theorie und Praxis der Psychiatrie (The theory and practice of psychiatry).
Redlich befasste sich jahrelang mit der Psychopathographie Adolf Hitlers. Sein zum Standardwerk avancierendes Buch Hitler: Diagnosis of a destructive Prophet veröffentlichte er im Alter von 88 Jahren.
Fritz Redlich war in zweiter Ehe mit der Opernsängerin Herta Glaz (1910–2006) verheiratet.

## Veröffentlichungen von Fritz Redlich
- Hitler: Diagnosis of a Destructive Prophet, Oxford University Press, 1998, ISBN 0-19-505782-1; deutsche Ausgabe: Hitler. Diagnose des destruktiven Propheten, Werner Eichbauer, 2002, ISBN 3-901699-23-6